# Jerzy Wieniawa-Długoszowski

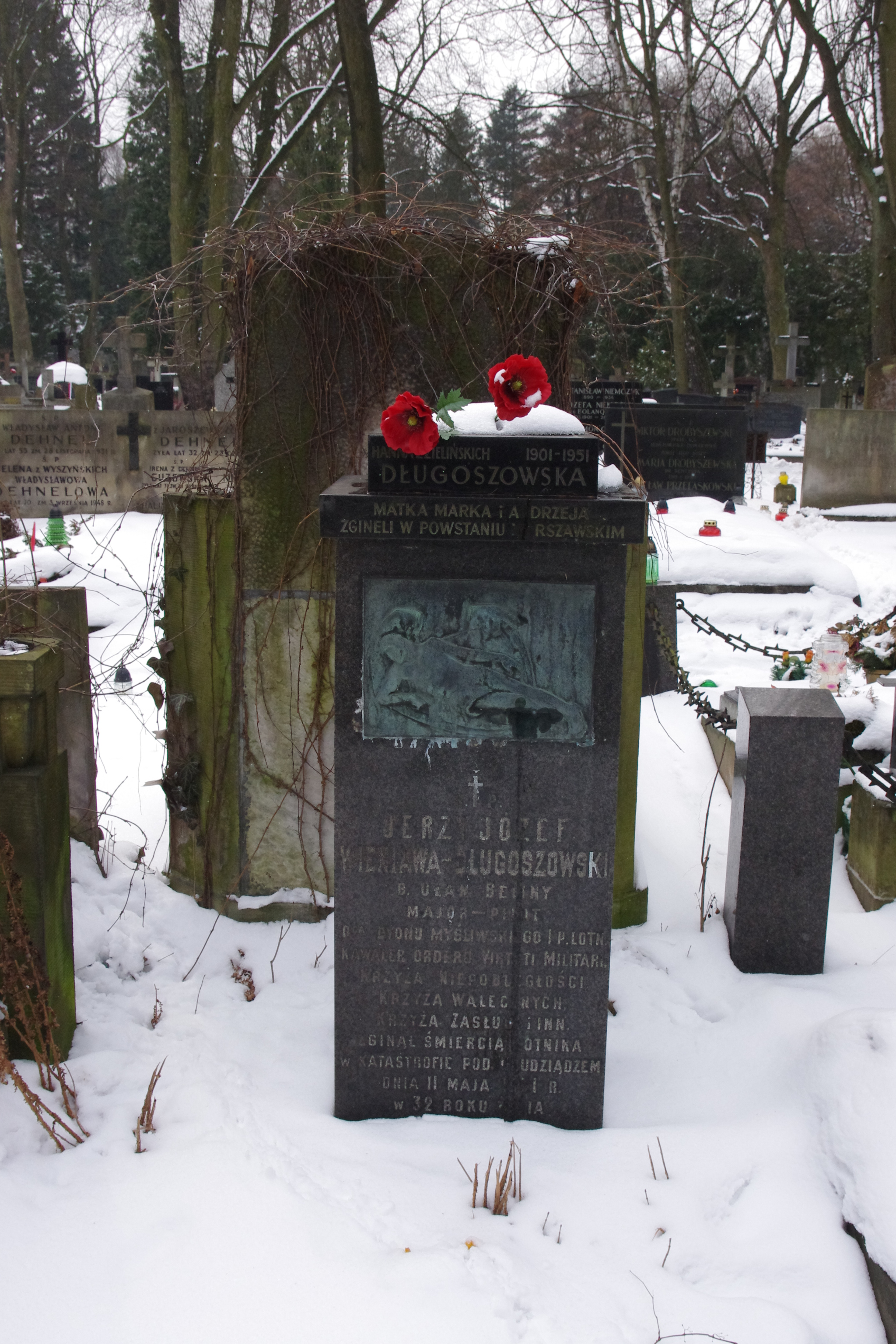
Grób Jerzego Wieniawa-Długoszowskiego (1898–1931) na Cmentarzu Wojskowym na Powązkach w Warszawie

Jerzy Józef Wieniawa-Długoszowski (ur. 19 grudnia 1898 w Częstochowie, zm. 11 maja 1931 w Grudziądzu) – major pilot Wojska Polskiego II RP, uczestnik I wojny światowej oraz wojny polsko-bolszewickiej, kawaler Orderu Virtuti Militari.

## Życiorys
Wywodził się z rodziny o patriotycznych tradycjach. Potomek powstańców listopadowych i styczniowych. Kuzyn Bolesława Wieniawy-Długoszowskiego. Jako nastolatek wziął udział w I wojnie światowej. Walczył w szeregach 1 pułku ułanów Legionów Polskich pułkownika Władysława Beliny-Prażmowskiego. Wraz z 1 pułkiem dotarł na Wołyń. W 1917 internowany w obozie w Szczypiornie. Wolność odzyskał w 1918. Jako podporucznik pilot walczył w wojnie polsko-bolszewickiej.
W 1920 awansował do stopnia kapitana i podjął pracę w Szefostwie Lotnictwa. Następnie sprawował funkcję instruktora w Bydgoskiej Szkole Pilotów. Od 1922 w 1 pułku lotniczym. Rok później był dowódcą 122. eskadry myśliwskiej. W 1925 mianowany dowódcą 121. eskadry myśliwskiej. 1 września 1928 objął dowództwo III dywizjonu myśliwskiego 1 pułku lotniczego. 18 lutego 1930 został mianowany majorem ze starszeństwem z 1 stycznia 1930 i 2. lokatą w korpusie oficerów aeronautycznych.
Zginął 11 maja 1931 pod Grudziądzem podczas lotu ćwiczebnego samolotem typu Blériot-SPAD S.51C1. W pobliżu wsi Michale nastąpiła awaria silnika jego samolotu, a maszyna zderzyła się z linią wysokiego napięcia i wpadła do stawu. Został pochowany na Cmentarzu Wojskowym na Powązkach w Warszawie (kwatera 15A-3-12).
Mąż Hanny z Zielińskich, ojciec Andrzeja i Marka Długoszowskich.

## Ordery i odznaczenia
- Krzyż Srebrny Orderu Wojskowego Virtuti Militari nr 8089 (27 lipca 1922)[8]
- Krzyż Niepodległości (6 czerwca 1931)[9]
- Krzyż Walecznych
- Srebrny Krzyż Zasługi (10 listopada 1928)[10]
- Polowa Odznaka Pilota nr 35 (11 listopada 1928)[11]
- Krzyż Kawalerski Orderu Gwiazdy Rumunii (Rumunia)
- rumuńska Odznaka Pilota (1929)[12]
- łotewska Odznaka Lotnicza (pośmiertnie, 11 listopada 1931)[13]